# Word Up! (альбом)
| Оценки критиков | Оценки критиков |
| Источник        | Оценка          |
| --------------- | --------------- |
| AllMusic        | [ 1 ]           |
| Rolling Stone   | [ 2 ]           |

Word Up! — двенадцатый студийный альбом американской фанк-группы Cameo, вышедший в 1986 году.

## Об альбоме
Эта пластинка сделала Cameo одной из самых успешных групп десятилетия. Word Up! возглавил альбомный чарт R&B/Hip-Hop Albums и поднялся на 8 строчку чарта Billboard 200.
Заглавная песня «Word Up!» стала для группы первым хитом, попавшим в американский Топ 40, и достигнувшим шестой строчки в Billboard Hot 100. Также сингл в течение трёх недель занимал первую строчку в американском чарте Hot R&B/Hip-Hop Songs и на протяжении одной недели находился на вершине чарта Hot Dance Club Songs. В Великобритании песня на протяжении 10 недель держалась в Топ 40, а также 21 сентября 1986 года заняла третье место.
Помимо коммерческого успеха, сингл получил хорошие отзывы от критиков. «Word Up!» победила на Soul Train Music Award в номинации «лучший сингл в жанре R&B» и удостоен премии «Грэмми» за лучшее вокальное R&B-исполнение дуэтом или группой. Песня также была удостоена премии журнала NME в номинации «лучшая танцевальная песня».

## Список композиций
| №  | Название                 | Автор(ы)                              | Длительность |
| -- | ------------------------ | ------------------------------------- | ------------ |
| 1. | «Word Up!»               | Блэкмон, Дженкинс                     | 4:21         |
| 2. | «Candy»                  | Блэкмон, Дженкинс                     | 5:39         |
| 3. | «Back and Forth»         | Блэкмон, Кендрик, Лефтенант, Дженкинс | 6:33         |
| 4. | «Don't Be Lonely»        | Блэкмон, Дженкинс, Кендрик, Моррис    | 5:19         |
| 5. | «She's Mine»             | Блэкмон, Лефтенант, Мэтьюз, Маллой    | 4:37         |
| 6. | «Fast, Fierce & Funny»   | Блэкмон, Дженкинс, Лефтенант          | 4:09         |
| 7. | «You Can Have the World» | Блэкмон, Дженкинс, Лефтенант          | 4:38         |

## Участники записи
Cameo
- Ларри Блэкмон — вокал, бас-гитара, ударные, бэк-вокал
- Томи Дженкинс — вокал, бэк-вокал
- Натан Лефтенант — бэк-вокал

Дополнительные музыканты
- Аарон Миллс — бас-гитара
- Сэмми Мерендино — программирование ударных
- Патрик Джей Бьюкенен — гитара
- Арно Хехт — тенор-саксофон
- Роберт Фанк — тромбон
- Пол Литерал — труба

Технический персонал
- Джерри Соломан, Ларри Александер, Мэттью «Краш» Каша, Мишель Соваж — звукорежиссёры
- Хосе Родригес — мастеринг
- Пола Шер — художественное оформление
- Крис Каллас — фотографии

## Позиции в чартах и сертификации
| Чарт                 | Высшая позиция |
| -------------------- | -------------- |
| Австралия            | 75             |
| Великобритания       | 7              |
| Германия             | 34             |
| Канада               | 72             |
| Нидерланды           | 48             |
| Новая Зеландия       | 13             |
| США                  | 12             |
| США (Top R&B Albums) | 1              |
| Швейцария            | 30             |

| Страна               | Сертификация |
| -------------------- | ------------ |
| Великобритания (BPI) | Золотой      |
| США (RIAA)           | Платиновый   |